# Ricardo Pinto
Ricardo Antonio Pinto Valera (né le 20 janvier 1994 à Guacara, Carabobo, Venezuela) est un lanceur droitier des Phillies de Philadelphie de la Ligue majeure de baseball.

## Carrière
Ricardo Pinto signe son premier contrat professionnel le 28 décembre 2011 avec les Phillies de Philadelphie. En 2015, il reçoit le prix Paul Owens remis au meilleur lanceur de ligues mineures dans le réseau de club affiliés aux Phillies. Il participe à l'été 2016 au match des étoiles du futur. 
Pinto fait ses débuts dans le baseball majeur comme lanceur de relève des Phillies le 31 mai 2017 face aux Marlins de Miami.